# Pannon Lapok Társasága Kiadói Kft.
A Pannon Lapok Társasága Kiadói Kft.  (rövidítve: PLT, rövidített neve Pannon Lapok Társasága Kft.) egy magyarországi 
lapkiadó vállalat volt, amely négy dunántúli megyében több mint félszáz sajtóterméket adott ki. 

## Története
A Pannon Lapok Társasága  Kft. egy magyar lapkiadó vállalat volt. A kiadót az évek óta tartó személycserék után,  2016 nyarán az osztrák Heinrich Pecina érdekeltségébe tartozó Mediaworks Hungary Zrt. vásárolta fel, majd rövidesen eladta azt a Mészáros Lőrinc érdekeltségébe tartozó Opimus Press Zrt.-nek.
A 8200.hu értesülése szerint 2017. október 31-vel megszűnt a Pannon Lapok Társasága.

## Portfóliója
- Napló (Veszprém)
- Dunaújvárosi Hírlap
- Fejér Megyei Hírlap
- Vas Népe
- Zalai Hírlap